# 超純水
超純水（ちょうじゅんすい、英: ultrapure water、high-purity water）とは主に産業分野で用いられる用語で、極端に純度の高い水を指す。純水の製造方法では取り除けない有機物や微粒子、気体なども様々な工程を経て取り除かれているのが主な特徴である。

## 概要
超純水と呼ばれる場合、水質は極めて高いレベルにあることを意味する。ただし、その明確な定義や国家・国際規格などの統一的な基準はなく、使用目的に基づく需要者の要求水準を達成することが必要となる。このため、同じ『超純水』でもグレードはまちまちとなっている。
製造費用は他の用水と比較し高額になる傾向がある。研究開発のような最先端の分野はもちろん、製造現場を含め要求水準は年々高度化し続けている。
言葉としては1950年には既に登場していたものの、その純度は現在のそれに遠く及ばなかった。特に非電解質（生菌を含む有機質、コロイド、ケイ酸など）は除去・測定ともに困難であったが、産業技術高度化に伴う『より不純物の少ない水を』との要求は強まり続け、これに応えるための不純物除去技術も高度化し続けた。すなわち、超純水の歴史はそのまま不純物の除去・管理技術の歴史でもある。
超純水の用途は当初より多様であり1966年の文献には、電子工業、貫流ボイラの復水処理、原子力発電、合成繊維工業、有機無機薬品工業、製薬工業、写真工業などが挙げられている。

### 歴史
極限まで純粋な水を得ようとする科学史上最初の試みは、1870年代にフリードリッヒ・コールラウシュによって行われた。
窒素ガスと石英器具を駆使した特製の蒸留装置で42回蒸留を重ねて得た精製水の電気伝導率として、0.03μS/cm(18℃)の値が記録されている（現在の理論値は約0.055μS/cm）。この結果、水は非電解質ではなくわずかに解離することが実証され、水のイオン積を求める上で重要な功績となった。
20世紀に入り、イオン交換樹脂の登場によって容易に電解質を除去することが可能となり、水の精製コストは劇的に低下した。これ以降、水の品質によって成果を左右される種々の分野で、純水、超純水が活用されることとなった。
以下、利用量が最大で要求レベルも厳しい、電子工業界を中心に記述する。
1960年代に生産が拡大した、トランジスタやブラウン管の製造工程における洗浄用として、脱イオンと精密ろ過による高純水、高度純水が広く利用されていた。しかし集積回路の登場により、比抵抗率では評価しきれない不純物（微粒子など）による製品歩留まりの低下・限界が問題となった。高度蒸留水の使用も一部で試みられたというが、おそらくコスト面で普及しなかった。
そして1970年代に登場・普及したLSIの製造工程では、完全にトリクロロエチレン、トリクロロエタンなどの有機溶媒に取って代わられ、半導体産業における超純水の重要性は低下していった。ところが、1980年代に顕在化した土壌汚染、地下水汚染にこれら有機溶媒が大きく関与していたため、代替品として再び需要が高まる事になる。
大規模火力発電所や原子力産業向けの需要に応じ、超純水製造技術は向上を続けていたものの、微細な集積回路のパターンを相手とする洗浄装置の開発は多くの課題が有った。なかには水質ではなく水そのものの物理的性質、例えば有機溶剤に比し桁外れに大きな表面張力の克服なども含まれていた（洗浄時にウエハを高速回転させるのはこのため）
洗浄する水に少しでも不純物が残っていると、回路パターンを短絡させたり、不純物半導体の組成を乱すなどの影響を及ぼすため、今日に至るまで、半導体素子の性能向上や回路パターンの微細化に伴って、超純水の不純物を減らし洗浄効果を高めるための様々な研究開発が続けられてきている。
1990年代以降、半導体の集積度は高まり続ける一方、コスト競争激化による製品歩留まりの追求が厳しさを増した。これは、素子自体の大型化・複層化による（微粒子1つによる被害が発生する）単位面積の増大と、（微粒子の直径に対する許容限界を引き下げる）パターン線幅の狭小化に応えつつ、コスト削減（それも劇的な）要求に応えなければならないことを意味する。
2000年代以降、加熱滅菌なしに無菌水を得られるメリットが着目され、バイオテクノロジー分野での利用が拡大した。これに伴い、研究用の小規模かつフレッシュな超純水需要に応える、ラボ用小型超純水製造装置が相次いで市場に登場した。
現在は膜ろ過技術の発達・普及により、さらに利用分野が広まっている。
2010年代前半の技術水準では、最先端の設備で製造されている超純水に含まれる不純物の量は0.001μg/L（1リットル中に10億分の1グラム）程度であり、これは例えば東京ドーム（約124万立方メートル）に対する豆粒1個に相当する。

### 指標
超純水のグレードを表すため使用される指標は複数あるが、いずれも水中の不純物を何らかの手法で評価しているに過ぎず、例えば「超純水度」といったようなものは存在しない。これは超純水の製造・管理・利用目的がほぼ産業用途に限られ、ある産業分野で最も重視される指標が他分野では仕様外となる場合すらあるなど共通の基準が必要なかった背景による。実際、同じ工場でもラインによって管理指標の項目や基準値が異なることも珍しくない。
水質管理指標として一般に次のようなものが利用されているが、その他にも用途次第で多様な指標が利用されている。
（試験方法にJIS規格がある場合、規格番号を併記した）
電気抵抗率（比抵抗、MΩ・cm）、電気伝導率（導電率、μS/cm）：JIS K0552
最も一般的な指標である。25℃における理論値として、18.24MΩ・cm および 0.05482μS/cmがあげられており、この値に近いほど電解質濃度が小さいことになる。目安として17MΩ・cm以上、0.058μS/cm以下の水なら超純水と呼んでもおかしくないが、半導体工場では18MΩ・cm以上の厳守を要求される。
なお、SI単位の原則に従えばcmではなくmを使用すべき（1MΩ・m = 100MΩ・cm，1mS/m = 10μS/cm = 0.1μS/m ）だが、現場では継続性を重視し、新設や機器の更新を待って徐々に移行しつつある。
TOC(μg/L)：JIS K0551
水中の有機物を示し、標準的な指標となっている。用途によるが、半導体工場では少なくとも10μg/L未満を要求される。注射用水など医薬用向けでは、さらに特定の有機物質のグループを指標とする（後述）。
微粒子数（個/L）：JIS K0554
水中の異物一般を指す。透明管内を流れる水にレーザー等を照射し続け、もし異物があれば散乱光が生じるため、回数から濃度を、強度から粒径を知ることができる。下記の生菌も微粒子に含まれる。ギガクラスの記憶素子などの製造では、1リットル中に1個未満が基準の例もあるほか、局方の注射用水を製造する場合も厳しく管理されている。測定技術の進歩により粒径毎の定量が可能さらには容易となり、電気抵抗率と並ぶ主要な指標となっている。
生菌数（個/L）：JIS K0550
生きたバクテリアだけでなく、培養で発芽する芽胞や胞子も含む。一部のバクテリアは貧栄養条件の超純水配管内で増殖し、形成されたバイオフィルムが微粒子発生源となるほか、剥離して設備装置に重大な障害を招くなど微粒子以上に支障となるため、半導体分野では1ミリリットル中10個未満が望まれる。工場では対策として定期的に過酸化水素水などの酸化剤で滅菌洗浄されるが、プラスチック(PVC)配管の酸化劣化により、かえって汚染を招いてしまうリスクとの兼ね合いとなるなど、防ぎきるのは難しい。専用機材でサンプリング後、規定時間培養する必要があるなど、指標として即時性や連続性に欠け、コストも高い。このため、日常的には微粒子数で代替され、要求水準によってはスポット測定も省かれる。
温度（℃）
温度変化が大きいと、設備の膨張・収縮や超純水自体の容積変動により、死容積や配管ジョイントからの汚染を生むため、一定温度を保つように管理される。
溶存酸素（μg/L）
半導体製造の高精度化に伴い、酸化被膜への影響と生菌の増殖を抑制するため、厳密にゼロを要求される。酸素は空気中に大量に存在するため、設備のメンテナンスはもちろん、サンプリング操作ですら汚染源となりうる。
シリカ（μg/L〜ng/L）：JIS K0555
ケイ酸塩。化学形態により、イオン状とコロイダルで表される。ケイ素を主体とする半導体にとって本質的にやっかいな成分。
陽イオン、陰イオン（μg/L〜ng/L）：JIS K0553、JIS K0556
前工程のイオン交換樹脂に由来するナトリウムが最も検出されやすく、測定も容易で標準的な指標となっている。汚染としてはアルカリ土類金属や塩化物イオンが警戒されるが、通常はナトリウムより低濃度なので代替される。元素比率は汚染源推測に有用で、定期的に微量測定も行われる。
重金属（μg/L〜ng/L）：JIS K0553

特定の元素やイオン、分子（μg/L〜ng/L）
必要なら定期的に評価され、重要な場合は常時監視も検討されるが、そうでない場合は全く対象外となる。
医療などバイオテクノロジー分野向けでは、無菌を保つため生菌数と微粒子数が重要視されるほか、次のような指標も用いられる。
パイロジェン
内毒素、発熱物質とも呼ばれ、医薬向けでは基本となる。
エンドトキシン（Eu/ml）
グラム陰性菌の細胞壁成分で、どこにでも存在する。測定は薬局方で定められている。
RNase、DNase
これを含まなければ、DEPC処理水の代替になる。
DNA
UV不活化と膜の分画分子量が影響する。

## 製法
工場で使用する超純水は、複数系統の単位装置を連ねたプラントで製造するのが基本で、数千〜数万m3の超純水を毎日途切れることなく製造し続ける事ができる。これをスケールダウンした製造能力が一日に数十m3以下のパッケージ製品なども広く利用されている。一方、研究室の器具洗浄などそれほど高純度のものが求められない用途では、小型・卓上の製品が普及している。多くはユニット化されたカートリッジを使い捨てにして、メンテナンスフリーを実現している。

### プラント
今日の一般的な製法では、まず純水を製造し、これを原料とする（一次純水と呼ばれる）。
一次純水は、加熱後に逆浸透膜を通したり、真空タンクなどの脱気装置や高純度の窒素ガスで曝気する脱酸素工程を経て、溶存酸素を0.1mg/L程度まで低減する。これは、要求水準に応えるためと同時に、好気性菌が大部分を占める生菌の増殖を抑える目的がある。
次いで熱交換器による冷却を行い、紫外線やオゾンにより、微量の有機物を酸化分解する。ここでは低分子の有機酸や炭酸水素イオンが生成するため、比抵抗率は一時的に低下する。
ちなみに熱交換器は構造上汚染源となり易いため前段に置かれるが、必然的に温度コントロールの難易度は増す。
これを、高度に精製洗浄された混床イオン交換樹脂（ポリッシャー（polisherより）、デミナー（demineralより）と呼ばれる）を通し、イオン化された有機物を除去する。この時点で比抵抗率は回復する。
最後に中空糸膜の限外ろ過膜を通し、紫外線で低分子化しきれなかった有機物や微粒子・生菌を捕捉する。逆浸透膜を使用しないのは、必要な圧力を与えるための高性能ポンプが汚染源となるためである。実際、冷却用熱交換器への送水ポンプ圧だけで最後まで送水できるよう、プラントは設計されなければならない。
使用目的によっては、ごく微量残存する溶存酸素や、窒素脱酸素後の溶存窒素も除去する必要がある。この場合、水素で曝気した後パラジウム触媒を介したり、逆浸透膜を利用した脱気膜が用いられるが、概して溶存気体の除去は困難である。
こうして製造された超純水は、TOC計や微粒子計などの監視装置へ一部を分岐させ、圧力調節用の自動弁や用途に応じた最終処理工程を経て、使用場所（「ユースポイント」と呼ばれる）へ送られる。
最終処理では使用目的を満たすために支障のない高純度の物質を敢えて加える場合もある。例えば、低い電気伝導率のために内部で静電気が生じ、洗浄対象である半導体の絶縁部分を破壊するなどの悪影響を防ぐため、高純度の二酸化炭素を溶解させて導電率を上げる対策が採られる。
この場合、当然純粋な水ではなくなるが、あくまでも要求水準を満たしていることが超純水の条件である。なお、高純度物質の添加で有用な性質を積極的に付与する場合は機能水に該当する。

### 送水
製造された超純水は空気に触れさせたり、配管やタンクなどの中で停止・貯蔵させる事ができない。
空気に触れれば容易に二酸化炭素が、さらには窒素や酸素もヘンリーの法則に従って溶け込んで来る。また、流れが止まると配管壁から常に溶け出している不純物濃度が局所的に高くなり、時間とともにこれを資化する微生物が増殖し、水質に致命的なダメージを与えてしまう。
よって、高純度を求められないものを除き、超純水はループ状の配管を常に流し続けることとし、ユースポイントを使用されずに通過した超純水は二次純水と呼んでそのままタンクなどに戻し、再びユースポイントへ行くことがないようにする必要がある。
二次純水は不純物の除去処理を行った後、再度ループ配管に循環させるか、一次純水と合流させる。実際には、超純水がユースポイントで使われて二次純水が減った分だけ、一次純水がシステムに補給されるようにして、一度超純水となった水を有効に活用しようとする場合が多いが、業界ではこの一次純水以降の超純水製造・供給システムを、二次純水が循環することを指した呼び名である「サブシステム」と言い表すことが多い。
設備のメンテナンスや送水先の都合で設備を停止させる場合は、再起動前に殺菌洗浄が必要となる。殺菌法として、加熱法、過酸化水素法、次亜塩素酸ソーダ法、フッ酸法等があるが、新鋭の装置の主となる方法は加熱（40℃程度）＋過酸化水素法である。
最近の半導体素子や液晶パネルなどの大規模な工場では、コスト節減や省資源化による環境保護を目的として、二次純水はもとより、原料の純水を造る際に逆浸透膜などから排出された水や、ユースポイントで洗浄に使用された超純水も全て回収・再利用し、排水の放流を極限まで減らすようにしている（ゼロエミッション）例が多い。

### 小型簡易精製装置
研究室で使用される高純度の求められないものは、内部がカートリッジ化されているものがほとんどで、メンテナンスフリーが前提となっている。脱塩装置の再生や膜の洗浄などをユーザーが行うと水質を保証できないためで、費用は高くつくが新鮮な超純水をいつでも使える便利さが特長となっている。
ただし、小型装置ではタンク内に貯蔵されている超純水の管理はユーザーが行う必要があり、長時間放置すると水質が低下するため、注意が必要である。基本的に貯蔵はせず、精製して直ぐに使用しないと、空気中の物質や貯蔵タンクの材質を微量に溶解してしまうため、実験結果に悪影響を及ぼしてしまう。

## 用途
超純水は比較的安価で環境負荷が小さいことから、洗浄水、溶媒としての利用が多いが、それ以外にも、特徴的な用途が見出されている。
- LSIのウェハや液晶ディスプレイなど、半導体素子関連の製造工程における洗浄や、エッチング液の希釈調製用
製造技術向上の最大要因であり、超純水のグレードを素子の集積度で現す（64M用、128M用、256M用、あるいは線幅で言う）ことも多い
- 同じく、露光工程で微細なパターンを焼き付ける際の解像度向上策として、油浸レンズと同じ原理で利用される
- 精密定量分析における試験器具の洗浄、試薬類やスタンダードの調製、ブランク、二相抽出の溶媒など
- 遺伝子工学などバイオテクノロジー分野での細胞培養、特にDNAの増幅
- 医薬品の注射用水として注射剤の製造（接種時の希釈・溶解用は除く）および、密封された精製水[7]
- 火力発電所の超高圧ボイラ（超臨界状態の水を全量蒸発させる）で必須なほか、従来型ボイラの復水脱塩も高度化している
- 原子力発電所（軽水炉）の冷却材）
炉心に接する一次冷却水では、不純物（特にホウ素やカドミウムなど反応断面積が大きい核種）が放射化による二次放射能を持ちうるため、これを防ぐために用いられる（加圧水型原子炉では、高純度のホウ酸を溶解し制御する）
- 素粒子物理学における特殊な粒子検出器の媒体
  - 霧箱や放電箱などでは捉えられない、ニュートリノによる微かなチェレンコフ光を検出するため、透明度が高い大質量のターゲットとして用いられた
  - 水は大量の水素原子を含むことから、陽子崩壊による陽電子や光子を発生させる材料として用いられた（実際には発生しなかったが、予想より寿命が長いことを確認できた）

## 性質
超純水が有害であるという俗説が根強くある。超純水を摂取すると体内のミネラルを奪い、その反応として下痢を引き起こすというが、そのようなことはない。
超純水とは高度に精製された水の「状態」を意味し、何らかの物質や核種を指すものではない。つまり「コップに採った超純水状態の水を飲用する」ことは可能だが、体内に入ったコップ一杯分の水を、超純水状態に維持し続ける事は不可能である。従って、飲んだ超純水が腸管粘膜に与える影響、などというものは存在しない。歯が脱灰するという話もあるが、砂糖の摂取や唾液による再石灰化と比較する限り無視できる。
超純水は、普段飲用に供する水（上水道、井戸水、河川水など）と比較すると、それらが一般に溶解している物質（残留塩素や「ミネラル分」など）を含んでいない。しかしながら、生体に必要な微量元素などは大半が食物（固形物）から供給され、それを含まない水を長期間飲用したとしても、微量元素が欠乏する主因にはなり得ない。
一方、いわゆる「おいしい水」との比較については、超純水は、気体を溶存しない軟水である以上の特徴はない。コーヒーや茶をいれる水としては、軟水の湯冷ましに相当する。「水の味」は主に温度に影響されるため、クリーンルームの室温に合わせて供給されるユースポイントの超純水は「まずい」とする感想が多いという（10-15℃に冷やせば、異なる可能性がある）。
これらとは逆に、ヒトの健康に対する利点を期待するケースもあるが、比較対象となる用水中に有害物質が含まれている場合を除き、プラセボ以上の期待は持てない。赤水や異臭についても安価な対策が多数存在し、あえて超純水を買う必要はない。